# Whitingham
Whitingham – miasto w Stanach Zjednoczonych, w stanie Vermont, w hrabstwie Windham.